# Carlos del Amor

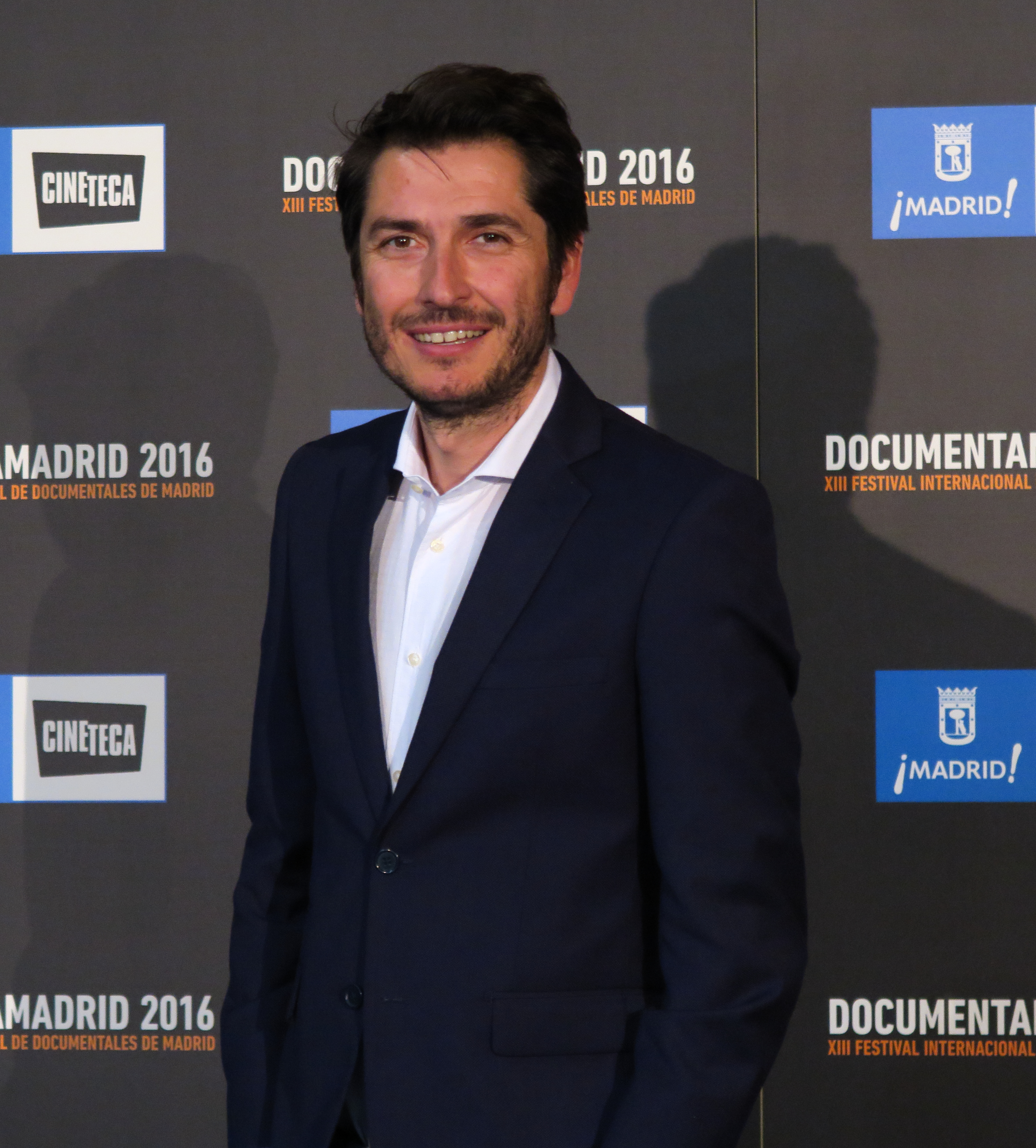
Carlos del Amor (2016)

Carlos del Amor Gómez (* 23. Juni 1974 in Murcia) ist ein spanischer Journalist.

## Leben und Wirken
Carlos del Amor begann ein Studium der Bibliothekswissenschaft an der Universidad de Murcia, brach dieses Studium jedoch ab und studierte Journalismus an der Universidad Carlos III de Madrid. Anschließend arbeitete er als Praktikant beim spanischen Fernsehsender Televisión Española (TVE) im Regionalzentrum in Murcia in zahlreichen Bereichen, darunter Sport, Politik, Kultur, Aktuelles und als Moderator. Schwerpunkt seines Interesses war der Kulturjournalismus, er war in der Abteilung Kulturelles des TVE; zuerst im Bereich von Murcia und letztendlich im Telediario, der Hauptnachrichtensendung des Senders TVE.
Während einer einjährigen Pause arbeitete er für Reporteros und erlernte dort vielfältige Erzähltechniken. 2007 moderierte er ein Jahr lang die Kultursektion von La 2 noticias, einer Informationssendung des Fernsehkanals La 2. Als Mitwirkender im Programm No es un día cualquiera von Radio Nacional de España beendete er seine journalistische Tätigkeit.
Danach wurde er stellvertretender Chef im Kulturbereich der Nachrichtendienste der Televisión Española und hat diese Position bis heute inne. Außerdem moderierte er das Fernsehprogramm Tras La 2. Seit November 2019 vertrat er zeitweise Cayetana Guillén Cuervo in der Moderation des den darstellenden Künsten gewidmeten Programms ¡Atención obras! des La 2 im TVE. Seit Oktober 2021 moderiert er in La 2 die Interviewsendung La matemática del espejo.
Insbesondere berichtete er über die wichtigsten Filmfestivals der Welt sowie über große Kunstausstellungen und führte Interviews mit Persönlichkeiten des kulturellen Lebens, darunter zum Beispiel Joaquín Sabina, Michael Stipe, Joan Manuel Serrat, Woody Allen, David Trueba und Pedro Almodóvar. Er berichtete über Festivals und Galas wie die Internationalen Filmfestspiele von Cannes oder den spanischen Filmpreis Goya.
Del Amor lehrt an verschiedenen Universitäten über journalistische und kulturelle Themen.
2013 veröffentlichte er beim Verlag Editorial Espasa sein erstes Buch mit dem Titel La vida a veces, eine Sammlung von fünfundzwanzig Texten, die das Alltägliche betonen. Es sind Geschichten, die kein Kommunikationsmittel auslassen, da wie Carlos del Amor sagt: Das Leben manchmal die Suche nach Geschichten ist (La vida a veces es la búsqueda de historias). Den Titel entnahm er aus einem Gedicht von Jaime Gil de Biedma.
Del Amor ist mit der Journalistin Ruth Méndez verheiratet, die für Informativos Telecinco, der Nachrichtensendung des Senders Telecinco, tätig ist.

## Publikationen
- La vida a veces.  Editorial Espasa, 2013, ISBN 9788467008869.
- El año sin verano. (2015), Editorial Espasa, 2015.
  - deutscher Titel: Die einzig wahre Liebe. Übersetzung von Anja Rüdiger, Thiele Verlag, München/Wien  2016, ISBN 978-3-455-00202-7.
- Confabulación. Editorial Espasa, 2017.
- Emocionarte. La doble vida de los cuadros. Editorial Espasa, 2020.

## Ehrung
- 2020: Literaturpreis Premio Espasa für sein Essay Emocionarte. La doble vida de los cuadros